# جون لاورسن
جون لاورسن (بالسويدية: Johan Laursen)‏ هو لاعب كرة قدم سويدي في مركز الوسط، ولد في 30 يونيو 1980. لعب مع نادي مالمو.